# Barneston (Nebraska)
Barneston est un village du comté de Gage, dans l'État du Nebraska, aux États-Unis. En 2020, il comptait une population de 90 habitants.